# Гаревая Рассоха
Гаревая Рассоха (Гаревка) — река в России, протекает в Пермском крае.

## Описание
Протекает в северо-восточной части Чердынского района Пермского края. Течёт преимущественно в северном направлении. Устье реки находится в 24 км по левому берегу реки Тулпан. Длина реки составляет 11 км.

## Данные водного реестра
По данным государственного водного реестра России относится к Камскому бассейновому округу, водохозяйственный участок реки — Кама от водомерного поста у села Бондюг до города Березники, речной подбассейн реки — бассейны притоков Камы до впадения Белой. Речной бассейн реки — Кама.
Код объекта в государственном водном реестре — 10010100212111100005768.